# Riccardo Pera

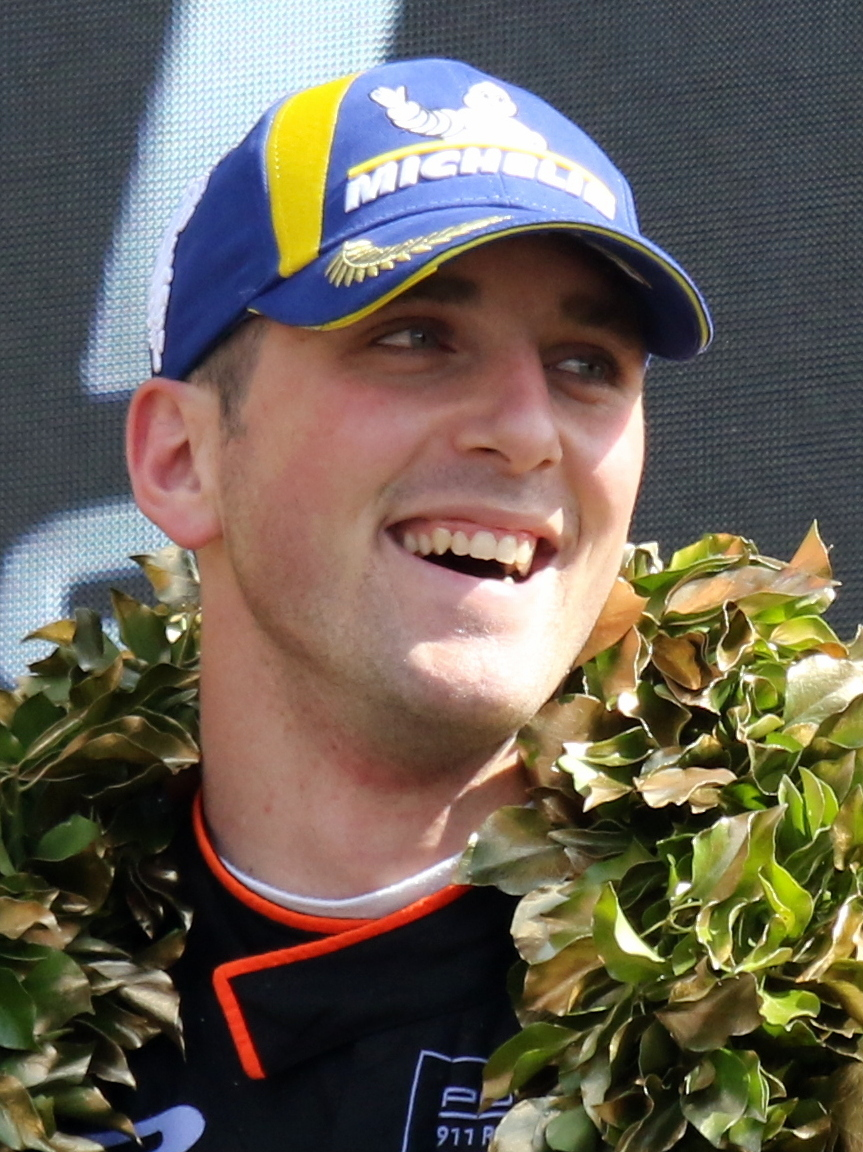
Riaccrdo Pera 2023 in Le Mans

Riccardo Pera (* 4. Juli 1999 in Lucca) ist ein italienischer Autorennfahrer.

## Karriere als Rennfahrer
Im Unterschied zu den meisten seiner Alterskollegen verzichtete Riccardo Pera nach der Kartzeit auf eine Karriere im Monoposto und konzentrierte sich auf den GT- und Sportwagensport. Gleich die erste Saison als Vollzeitfahrer war erfolgreich, als er 2017 hinter Alessio Rovera den zweiten Rang im italienischen Porsche-Carrera-Cup erreichte. Ab dem Rennjahr 2018 startete er in der FIA-Langstrecken-Weltmeisterschaft und der European Le Mans Series, wo er 2019 gemeinsam mit Christian Ried und Matteo Cairoli Zweiter in der GTE-Klasse wurde. 
Zweimal ging er bisher beim 24-Stunden-Rennen von Le Mans an den Start, mit der besten Platzierung 2020, als er das Rennen als 25. der Gesamtwertung beendete.

## Statistik

### Le-Mans-Ergebnisse
| Jahr | Team                  | Fahrzeug                | Teamkollege     | Teamkollege    | Platzierung             | Ausfallgrund |
| ---- | --------------------- | ----------------------- | --------------- | -------------- | ----------------------- | ------------ |
| 2020 | Dempsey-Proton Racing | Porsche 911 RSR         | Christian Ried  | Matt Campbell  | Rang 25                 |              |
| 2021 | Team Project 1        | Porsche 911 RSR-19      | Egidio Perfetti | Matteo Cairoli | Ausfall                 | Unfall       |
| 2022 | GR Racing             | Porsche 911 RSR-19      | Mike Wainwright | Ben Barker     | Rang 37                 |              |
| 2023 | GR Racing             | Porsche 911 RSR-19      | Mike Wainwright | Ben Barker     | Rang 29                 |              |
| 2024 | GR Racing             | Ferrari 296 GT3         | Mike Wainwright | Daniel Serra   | Rang 39                 |              |
| 2025 | Manthey 1st Phorm     | Porsche 911 GT3 R LMGT3 | Ryan Hardwick   | Richard Lietz  | Rang 33 und Klassensieg |              |

### Einzelergebnisse in der FIA-Langstrecken-Weltmeisterschaft
| Saison  | Team                  | Rennwagen               | 1   | 2   | 3   | 4   | 5   | 6   | 7   | 8   |
| ------- | --------------------- | ----------------------- | --- | --- | --- | --- | --- | --- | --- | --- |
| 2018/19 | Dempsey-Proton Racing | Porsche 911 RSR         | SPA | LEM | SIL | FUJ | SHA | SEB | SPA | LEM |
| 2018/19 | Dempsey-Proton Racing | Porsche 911 RSR         |     |     |     |     | 23  |     | 25  |     |
| 2019/20 | Dempsey-Proton Racing | Porsche 911 RSR         | SIL | FUJ | SHA | BAH | AUS | SPA | LEM | BAH |
| 2019/20 | Dempsey-Proton Racing | Porsche 911 RSR         | 22  | 23  | 29  | 24  | 24  | 16  | 25  | 20  |
| 2021    | Projekt 1             | Porsche 911 RSR         | SPA | POR | MON | LEM | BAH | BAH |     |     |
| 2021    | Projekt 1             | Porsche 911 RSR         |     | 19  | 22  | DNF | 19  | 21  |     |     |
| 2022    | Gulf Racing           | Porsche 911 RSR         | SEB | SPA | LEM | MON | FUJ | BAH |     |     |
| 2022    | Gulf Racing           | Porsche 911 RSR         |     | 26  | 37  | 34  | 35  | 28  |     |     |
| 2023    | GR Racing             | Porsche 911 RSR         | SEB | POR | SPA | LEM | MON | FUJ | BAH |     |
| 2023    | GR Racing             | Porsche 911 RSR         | 23  | 31  | 31  | 29  | 24  | 30  | 29  |     |
| 2024    | GR Racing             | Ferrari 296 GT3         | KAT | IMO | SPA | LEM | SAO | AUS | FUJ | BAH |
| 2024    | GR Racing             | Ferrari 296 GT3         | 39  |     |     |     |     |     |     |     |
| 2025    | Manthey-Racing        | Porsche 911 GT3 R LMGT3 | KAT | IMO | SPA | LEM | SAO | AUS | FUJ | BAH |
| 2025    | Manthey-Racing        | Porsche 911 GT3 R LMGT3 | 29  | 19  | 21  | 33  | 23  |     |     |     |